# Lavilledieu
Lavilledieu é uma comuna francesa na região administrativa de Auvérnia-Ródano-Alpes, no departamento de Ardèche. Estende-se por uma área de 14,65 quilômetros quadrados. Em 2010 a comuna tinha 2 226 habitantes (densidade: 151,9 hab./km²).